# Sujala
Sujala är arkeologisk fyndplats i Utsjoki kommun i Lappland i Finland.
Sujala ligger vid Vetsijärvi i Utsjoki kommun och upptäcktes som möjlig fyndplats 2002. Där har funnits en bosättning, vilken har gett fynd, som daterats till 8300–8200 före Kristus, under den tidiga mesolitiska perioden. Testgrävningar gjordes 2004, och en yta på 77 kvadratmeter grävdes ut 2005–2006 av Jarmo Kankaanpää och Tuija Rankama vid Helsingfors universitet.
Fyndplatsen ligger på den nuvarande stranden av Vetsijärvi. Platsen låg för 10 000 år sedan några meter högre upp än idag. Det som människorna där livnärde sig på, verkar huvudsakligen ha varit rådjur, och i mindre utsträckning fågel, medan det saknas spår efter fiske. Boplatsen synes ha varit ett tillfälligt jaktläger, och bland föremålen fanns knivar, skrapor och pilspetsar. 
Sujala är en av två fyndplatser som gett fynd av en teknik för tillverkning av knivblad, som tyder på att de människor som vistats i detta område har kommit till Lappland från öster. Den andra fyndplatsen är den 2008 upptäckta Fállegoahtesajeguolbba nära Varangerfjorden i Finnmark. Trakten vid den arktiska kusten synes ha påverkats av komikulturen.